# Smoke n Mirrors
Smoke n Mirrors (englisch für die Redewendung „Schall und Rauch“) ist das erste Soloalbum des US-amerikanischen Rappers B-Real, dem Kopf der Rapgruppe Cypress Hill. Es erschien am 20. Februar 2009 über das Label Duck Down.

## Produktion und Samples
Neben B-Real selbst, der drei Lieder produzierte, waren an der Produktion des Albums weitere Musikproduzenten beteiligt. Vier Instrumentals stammen von J. Turner, während Supafly und Scoop DeVille jeweils zwei Beats produzierten. Außerdem wurde je ein Stück von The Alchemist, Sick Jacken, Fifth und Salaam Wreck produziert.
Vier Songs des Albums enthalten Samples von Titeln anderer Künstler. So sampelt 6 Minutes den Track Captain Scarlet & the Mysterons Theme von Barry Gray, während Don’t Ya Dare Laugh Elemente des Lieds Tom’s Diner von Suzanne Vega beinhaltet. Der Song Fire enthält ein Sample aus Posse on Brodway von Sir Mix-a-Lot, und Smoke n Mirrors sampelt den Titel Children of the Night der Gruppe The Stylistics.

## Covergestaltung
| Professionelle Bewertungen | Professionelle Bewertungen |
| -------------------------- | -------------------------- |
| Kritiken                   |                            |
| Quelle                     | Bewertung                  |
| allmusic                   | [ 1 ]                      |
| RapReviews                 | [ 2 ]                      |

Das Albumcover ist in Schwarz-weiß gehalten und zeigt einen Totenschädel, der einen Hut trägt. Im Hintergrund ist Rauch zu sehen und links oben im Bild befinden sich die Schriftzüge B-Real sowie Smoke n Mirrors in Weiß.

## Gastbeiträge
Auf dem Album sind viele weitere Künstler vertreten. Darunter sind die Rapper Snoop Dogg, Xzibit, Too Short, Kurupt, Buckshot, Sen Dog, Bo Roc und Sick Jacken sowie der Sänger Damian Marley. Der Rapper Young De ist gleich auf fünf Liedern zu hören. Lediglich die Stücke Stack’n Paper und Dude vs Homie sind Solosongs von B-Real.

## Titelliste
| #  | Titel                   | Gastmusiker                       | Produzent     | Länge |
| -- | ----------------------- | --------------------------------- | ------------- | ----- |
| 1  | Smoke n Mirrors         | Bo Roc                            | Scoop DeVille | 4:55  |
| 2  | Gangssta Music          | Bo Roc                            | Soopafly      | 3:19  |
| 3  | Don’t Ya Dare Laugh     | Xzibit, Young De                  | Scoop DeVille | 3:56  |
| 4  | Everything U Want       | Buckshot                          | Soopafly      | 3:29  |
| 5  | 6 Minutes               | Young De, Tekneek                 | The Alchemist | 3:40  |
| 6  | Psycho Realm Revolution | Sick Jacken                       | Sick Jacken   | 4:46  |
| 7  | Fire                    | Damian Marley                     | B-Real        | 3:21  |
| 8  | 10 Steps Behind         | Young De, Tekneek                 | J. Turner     | 4:42  |
| 9  | Get That Dough          | Babydoll Refresh                  | Fifth         | 3:53  |
| 10 | Dr. Hyphenstein         | Snoop Dogg, Young De, Trace Midas | B-Real        | 3:58  |
| 11 | Stack’n Paper           |                                   | J. Turner     | 4:22  |
| 12 | 1 Life                  | Sen Dog, Mal Verde                | B-Real        | 4:21  |
| 13 | Dude vs Homie           |                                   | J. Turner     | 3:32  |
| 14 | When They Hate You      | Babydoll Refresh                  | Salaam Wreck  | 3:29  |
| 15 | When We’re Fucking      | Too Short, Kurupt, Young De       | J. Turner     | 4:22  |

## Chartplatzierungen
Smoke n Mirrors stieg am 14. März 2009 auf Platz 148 in die US-amerikanischen Charts ein und verließ die Top 200 in der folgenden Woche wieder.